# James W. Nichol
Pour les articles homonymes, voir Nichol.
James W. Nichol, né en 1940 à Toronto, en Ontario, au Canada, est un romancier et dramaturge canadien, auteur de roman policier.

## Biographie
In Memoriam, sa première pièce de théâtre, paraît en 1962. À partir de 1964, il écrit surtout des textes pour la radio et la télévision canadiennes, tout en continuant de signer des œuvres dramatiques destinées à la scène. Dans sa pièce Sainte-Marie Among the Hurons (1974), il brosse une fresque sans concession des missions évangélistes des Jésuites chez les Hurons au XVIIe siècle. The Stone Angel (1994), son adaptation pour la scène du roman éponyme de Margaret Laurence, remporte plusieurs distinctions et est jouée dans plusieurs villes canadiennes.
En 2002, il publie son premier roman policier Ne te retourne pas (Midnight Cab), inspiré de son feuilleton radiophonique éponyme en 35 épisodes, et est lauréat du prix Arthur-Ellis 2003 du meilleur premier roman. En 2009 et 2010, il est successivement en lice pour le même prix dans la catégorie du meilleur roman pour Transgression et Death Spiral.

## Œuvre

### Romans
- Midnight Cab (2002) Publié en français sous le titre Ne te retourne pas, Paris, Fleuve noir, coll. « Noirs », 2005  (ISBN 2-265-08139-6) ; réédition, Paris, 10/18, coll. « Domaine étranger » no 3959, 2006  (ISBN 2-264-04397-0)
- Transgression (2008)
- Death Spiral (2009)

### Pièces de théâtre
- In Memoriam (1962)
- Sweet Home Sweet (1967)
- Feast of the Dead (1967)
- Tub (1969)
- The Partnership (1970)
- The House on Chestnut Street (1972)
- The Book of Solomon Spring (1972)
- Sainte-Marie Among the Hurons (1974)
- Sainte – Prisons (1977)
- Gwendoline (1978)
- Child (1979)
- The Murder at Blenheim Swamp (1980)
- Relative Delusions (1982)
- Sonny (1982)
- Relative Strangers (1983)
- And when I Wake (1984)
- The Three True Loves of Jasmine Hoover (1986)
- The Reluctant Saint (1988)
- The Stone Angel (1994), adaptation à la scène du roman éponyme de Margaret Laurence
- Dr. Jeckyll and Mr. Hyde: A Love Story (1995)

## Prix et distinctions

### Prix
- Prix Arthur-Ellis 2003 du meilleur premier roman pour Midnight Cab[1]

### Nominations
- Gold Dagger Award 2004 pour Ne te retourne pas (Midnight Cab)[2]
- Prix Arthur-Ellis 2009 du meilleur roman pour Transgression[1]
- Prix Arthur-Ellis 2010 du meilleur roman pour Death Spiral[1]